# Fautarì
Fautarì (Fautarì in siciliano) è una località italiana frazione di Santa Teresa di Riva, comune italiano della città metropolitana di Messina in Sicilia.
L'abitato, che conta 28 abitanti circa, è posto a monte del capoluogo comunale, a circa 9 km, sito in un'exclave assieme all'abitato di Misserio da cui dista meno di 1 km.

## Storia
Poche e scarne sono le notizie storiche su questa piccola borgata collinare.
Non essendo presenti fonti o ritrovamenti archeologici si può supporre che abbia avuto origine comune con la vicina e maggiore borgata di Misserio di cui ha sempre seguito le sorti. Anche se è possibile che il piccolo centro urbano sia stato fondato da agricoltori mezzadri provenienti dai paesi circonvicini (Misserio, Casalvecchio Siculo, Savoca) che lì si stabilirono al fine di essere più vicini ai campi che coltivavano. Sull'etimologia del nome ci sono due teorie: secondo la prima deriva dal siciliano fà-u-tarì, poiché sembra che nel Medioevo qui avesse sede una piccola fonderia (sita nelle immediate vicinanze dell'abitato, della quale se ne intravedono alcuni ruderi delle fornaci) ove si coniava il tarì (antica moneta siciliana). La seconda teoria (che sembra suffragata da fonti scritte estrapolate da antichi riveli del 1583) vuole che il toponimo derivi da Faudari, cioè, feudatari; risulta appurato che i terreni agricoli circostanti, coltivati a vigneti e uliveti, nei secoli passati appartenevano a esponenti dell'alto clero e dell'aristocrazia latifondista residenti in Savoca. Nei pressi del borgo sono ancora visibili i resti di antichissime fornaci evidentemente al servizio della fonderia di cui sopra.
Ricadendo nel territorio della Terra di Savoca, istituita da Re Ruggero II di Sicilia nel 1139, la troviamo citata, alcuni secoli dopo, (1676) nella Capitolazione della Terra di Savoca alle Armi francesi in occasione della Rivolta antispagnola di Messina.
Al centro del villaggio sorge la chiesetta dedicata alla Madonna delle Grazie, che reca incisa, sull'architrave lapideo del portale di ingresso, la data 1706, dipendente dalla chiesa parrocchiale di San Vito Martire di Misserio, è stata restaurata nell'estate del 2021 a spese di due fautarioti emigrati in Australia.  
Nel 1820, venne staccato dalla municipalità di Savoca e accorpato al comune di Casalvecchio Siculo, per poi, dal 1929, essere separato da questo e definitivamente accorpato al comune rivierasco di Santa Teresa di Riva.
Con Misserio ha condiviso da sempre storia e vicende politiche, amministrative e sociali.
Nel corso del XX secolo ha subito un forte spopolamento, oggi è una minuscola e panoramica frazione abitata da poco meno di trenta persone (perlopiù anziani) dediti all'agricoltura ed all'allevamento di sussistenza.